# 대한민국 대통령경호처
대통령경호처(大統領警護處, 영어: Presidential Security Service, PSS)은 대통령 등의 경호를 담당하는 대한민국의 중앙행정기관이다. 처장은 차관급 정무직공무원으로, 차장은 1급 경호공무원 또는 고위공무원단에 속하는 특정직 국가공무원으로 보한다.
1963년 12월 1일 경무대경찰서를 폐지하고 대통령 경호처로 개편 발족하였으며, 1961년 설치된 국가재건최고회의 의장 경호대를 예편후 흡수했다. 인원은 내무부 치안국, 서울시경에서 파견되었으며 1966년 이후 경호공무원 공개 채용으로 경호관을 선발하였다.

## 소관 사무
- 다음의 경호대상에 대한 경호업무
  - 대통령과 그 가족
  - 대통령 당선인과 그 가족
  - 퇴임 후 10년 이내의 전직 대통령과 그 배우자[내용 1][내용 2]
  - 대통령권한대행과 그 배우자
  - 대한민국을 방문하는 외국의 국가 원수 또는 행정수반과 그 배우자
  - 그 밖에 경호가 필요하다고 인정하는 국내외 요인

## 연혁
- 1949년 2월 23일: 창덕궁경찰서를 폐지하고 경무대경찰서를 설치.[4]
- 1963년 12월 1일: 경무대경찰서를 폐지하고 대통령경호실을 설치.[5]
- 2008년 2월 29일: 대통령실 경호처로 개편.[6]
- 2013년 3월 23일: 대통령경호실로 개편.[7]
- 2017년 7월 26일: 대통령경호처로 개편.[8]
- 2022년 5월 10일: 국방부 청사로 이전

## 조직
처장 산하에 기획관리실ㆍ경호본부ㆍ경비안전본부ㆍ경호지원단ㆍ감사관실을 두며, 소속기관으로 경호안전교육원을 둔다.

## 정원
대통령경호처에 두는 공무원의 정원은 다음과 같다.
| 총계      | 총계                        | 691명 |
| --------- | --------------------------- | ----- |
| 정무직 계 | 정무직 계                   | 1명   |
|           | 처장                        | 1명   |
|           |                             |       |
| 특정직 계 | 특정직 계                   | 458명 |
|           | 차장                        | 1명   |
|           | 2급 상당 이하 5급 상당 이상 | 245명 |
|           | 6급 상당 이하               | 212명 |
|           |                             |       |
| 일반직 계 | 일반직 계                   | 232명 |
|           | 6급 이하                    | 232명 |

## 재정
총수입·총지출 기준 2023년 재정 규모는 다음과 같다.
| 구분     | 세입예산   | 작년 대비 증감 |
| -------- | ---------- | -------------- |
| 일반회계 | 1,163억 원 | -10.67%        |
|          |            |                |
| 합계     | 1,163억 원 | -10.67%        |

| 구분     | 구분     | 세출예산           | 작년 대비 증감 |
| -------- | -------- | ------------------ | -------------- |
| 일반회계 | 일반행정 | 1,163억 2,200만 원 | +19.92%        |
|          |          |                    |                |
| 합계     | 합계     | 1,163억 2,200만 원 | +19.92%        |

## 논란

### 윤석열 체포 방해
윤석열의 체포를 막고 있어 논란이 일고 있었다. 고위공직자범죄수사처는 12월 30일 서울서부지방법원에 윤석열에 대한 체포영장을 신청했으며, 법원은 다음날 영장을 발부했다. 1월 3일 공수처와 경찰은 영장 집행을 시도했으나 대통령경호처에 막혀 중지되었다.
영장이 만료된 다음 날인 7일 서울서부지방법원은 영장을 재발급했다.

## 같이 보기
- 대통령
- 대통령경호처장
- 대통령경호처 차장
- 대통령비서실
- 국가안보실

### 내용주
1. ↑  본인의 의사에 반하지 않고 퇴임하는 경우로 한정한다.
2. ↑  임기 만료 전에 퇴임하거나 재직 중 사망한 경우의 경호 기간은 5년으로 한다.

### 참조주
1. 1 2  「대통령경호처와 그 소속기관 직제」 별표 1
2. ↑  기획재정부. “열린재정 > 재정연구분석 > 재정분석통계 > 예산편성현황(총수입)”. 《열린재정》. 2023년 3월 10일에 확인함.
3. ↑  기획재정부. “열린재정 > 재정연구분석 > 재정분석통계 > 세목 예산편성현황(총지출)”. 《열린재정》. 2023년 3월 10일에 확인함.
4. ↑  대통령령 제59호
5. ↑  법률 제1507호
6. ↑  법률 제8852호
7. ↑  법률 제11690호
8. ↑  법률 제14839호
9. ↑  Kim, Tong-hyung (2024년 12월 30일). “South Korean authorities seek warrant to detain impeached President Yoon in martial law probe”. 《AP News》 (영어).
10. ↑  문준아 (2024년 12월 31일). “'헌정사상 첫 사례' 윤석열 대통령 체포영장 발부…현직 대통령 체포될 수 있을까?”. 《BBC 뉴스 코리아》. 2025년 1월 7일에 확인함.
11. ↑  곽진산 (2025년 1월 3일). “공수처, 윤석열 체포영장 집행 중지…5시간 대치 끝 철수”. 《한겨레》. 2025년 1월 7일에 확인함.
12. ↑  곽진산 (2025년 1월 7일). “윤석열 체포영장 재발부…“경찰 대거 투입할 수밖에””. 《한겨레》. 2025년 1월 9일에 확인함.